# Sint-Pauluskerk (Vaals)
De Sint-Pauluskerk is een kerkgebouw in Vaals in Nederlands Zuid-Limburg. Ze is gesitueerd aan de Kerkstraat, die vernoemd is naar het oorspronkelijke kerkgebouw verderop in de straat. Daar ligt ook de Hervormde kerk, die vroeger de kerktoren met de oorspronkelijke Sint-Pauluskerk deelde. Het gebouw uit 1893 is een rijksmonument en gewijd aan de apostel Paulus.

## Ligging
De Sint-Pauluskerk ligt op een hoogte van ca. 211 m NAP en is daarmee het hoogstgelegen rooms-katholieke kerkgebouw in (Europees) Nederland. Vroeger werd de Sint-Martinuskerk in het nabije Vijlen als zodanig beschouwd, maar deze kerk staat op een hoogte van ca. 192-195 m NAP, ongeveer 15 meter lager dus. Mogelijk ontstond het misverstand doordat Vijlen geldt als het hoogstgelegen kerkdorp van Nederland; bij Vaals is die hoogte moeilijk te bepalen omdat er binnen het dorp aanzienlijke hoogteverschillen bestaan. De hoogstgelegen kerkgebouwen van Nederland zijn twee (voormalige) protestantse kerken, die circa 200 meter zuidelijker liggen, de nog in gebruik zijnde Hervormde kerk van Vaals (ca. 215 m NAP) en de voormalige Waalse kerk van Vaals. De 68 m hoge toren van de Sint-Pauluskerk (inclusief het kruis) reikt daarentegen hoger dan de toren van de Hervormde kerk.

## Geschiedenis
De kerk werd gebouwd in de periode 1891-1893 als vervanger van de oude Sint-Pauluskerk, die 150 meter zuidelijker aan de Kerkstraat lag, thans een parkeerterrein. Van de oude parochiekerk resteert nog de middeleeuwse toren, die thans dienstdoet als kerktoren van de Hervormde kerk, die omstreeks 1670 tegen de noordzijde van de toren werd gebouwd.

## Beschrijving

### Exterieur
De nieuwe parochiekerk ligt parallel aan de min of meer noord-zuid verlopende Kerkstraat en is dus niet-georiënteerd. De kruisbasiliek is opgetrokken in neogotische stijl naar een ontwerp van Johannes Kayser. De kerk heeft de voor Kayser karakteristieke rijke baksteenversieringen waarbij verblendsteen toegepast is. Het middenschip wordt geschoord door luchtbogen. De ranke kerktoren staat in het verlengde van de rechter zijbeuk, aan de straatzijde, heeft een achtzijdige lantaarn, hoekpinakels en een hoge, steile torenspits.

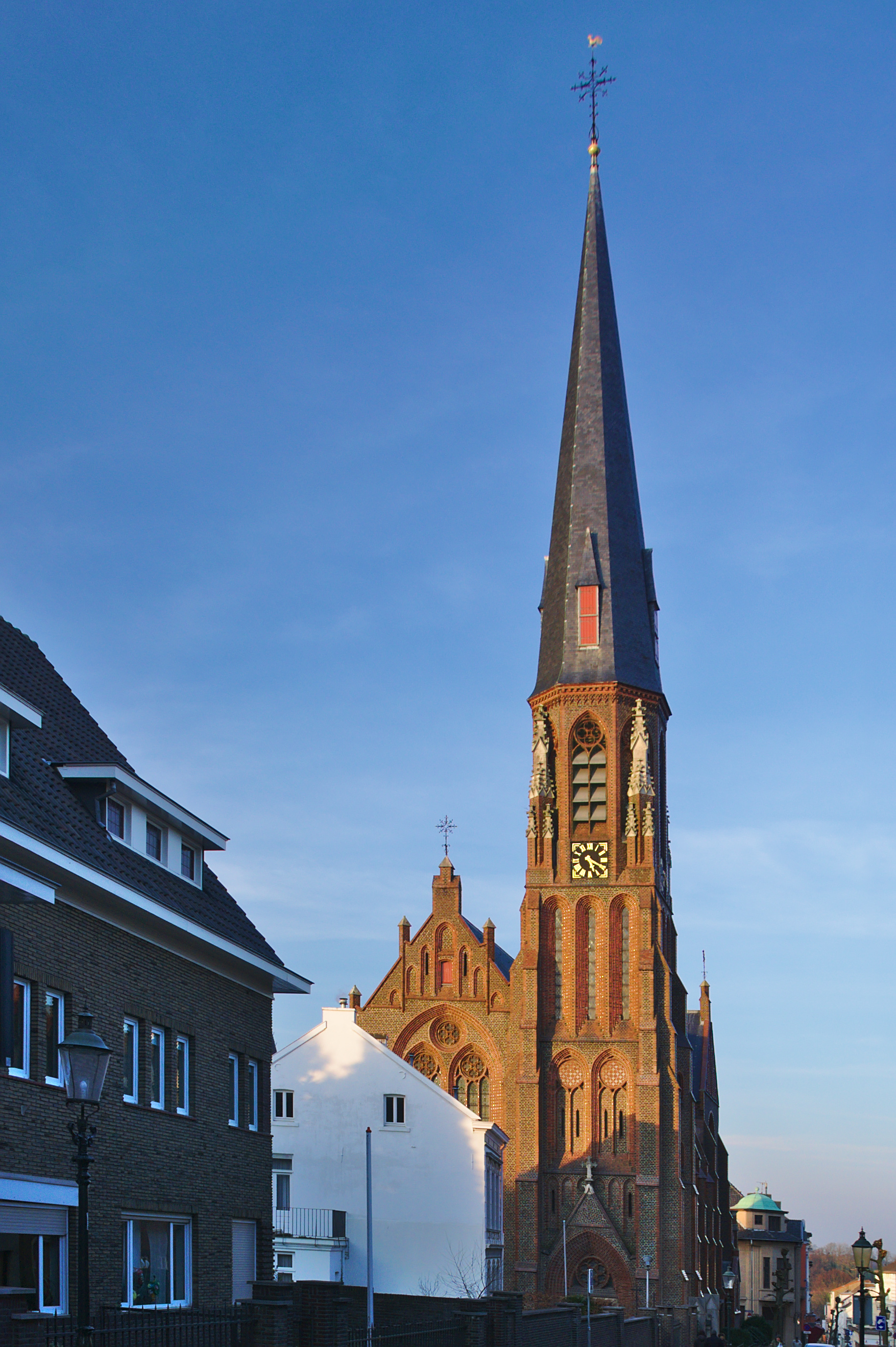
Kerkstraat met toren
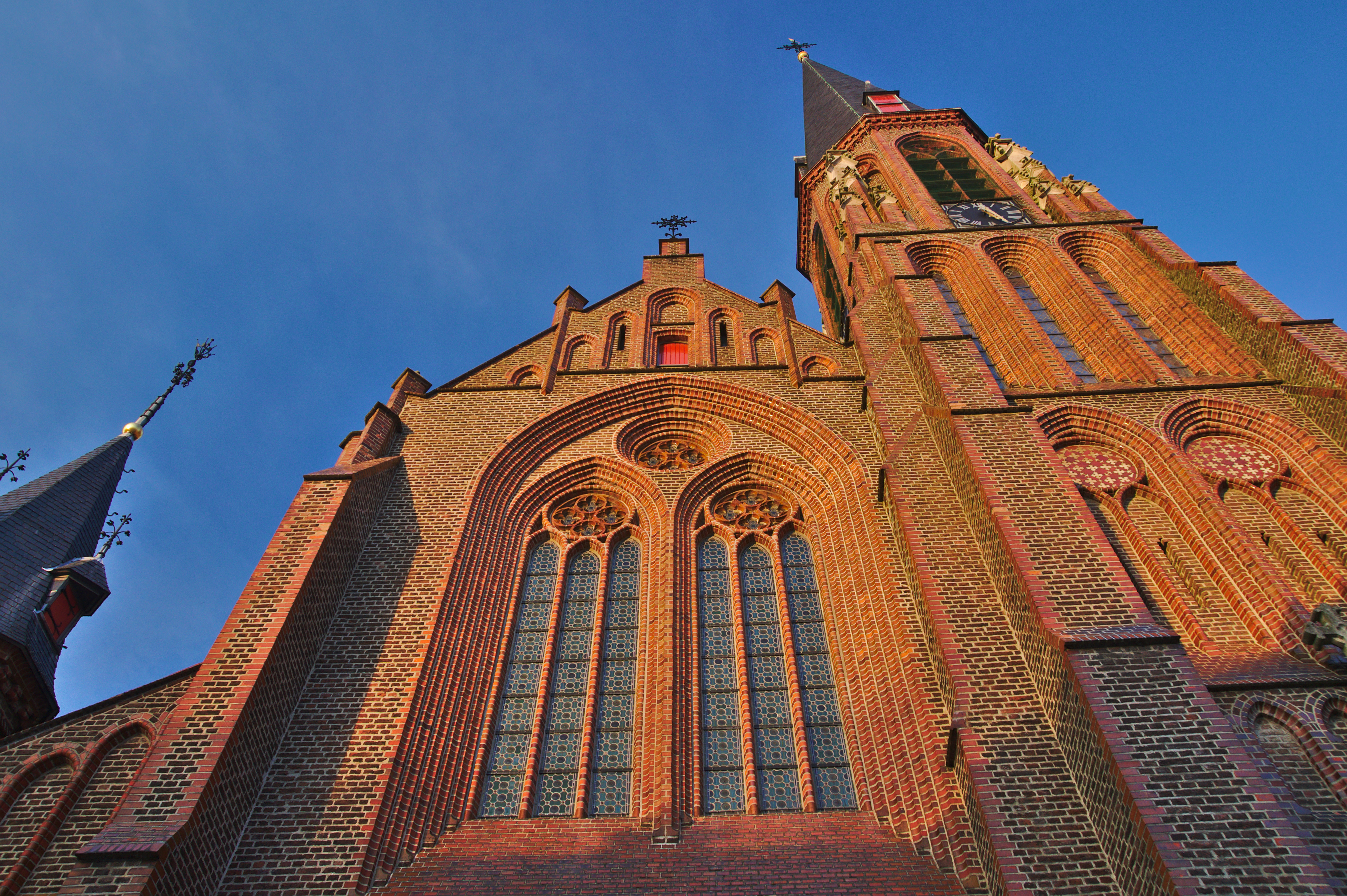
Zuidgevel
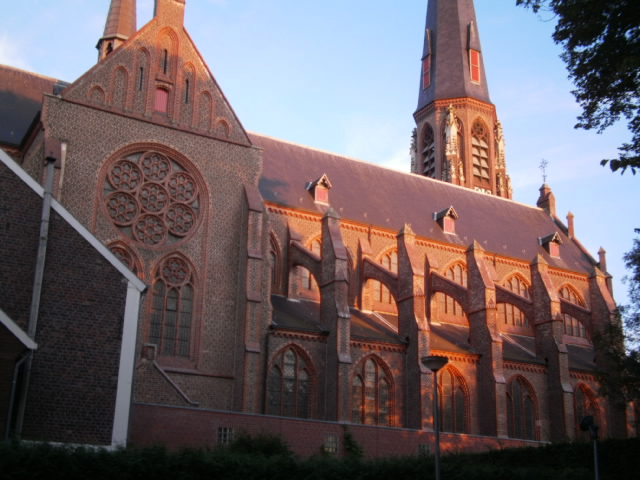
Westgevel
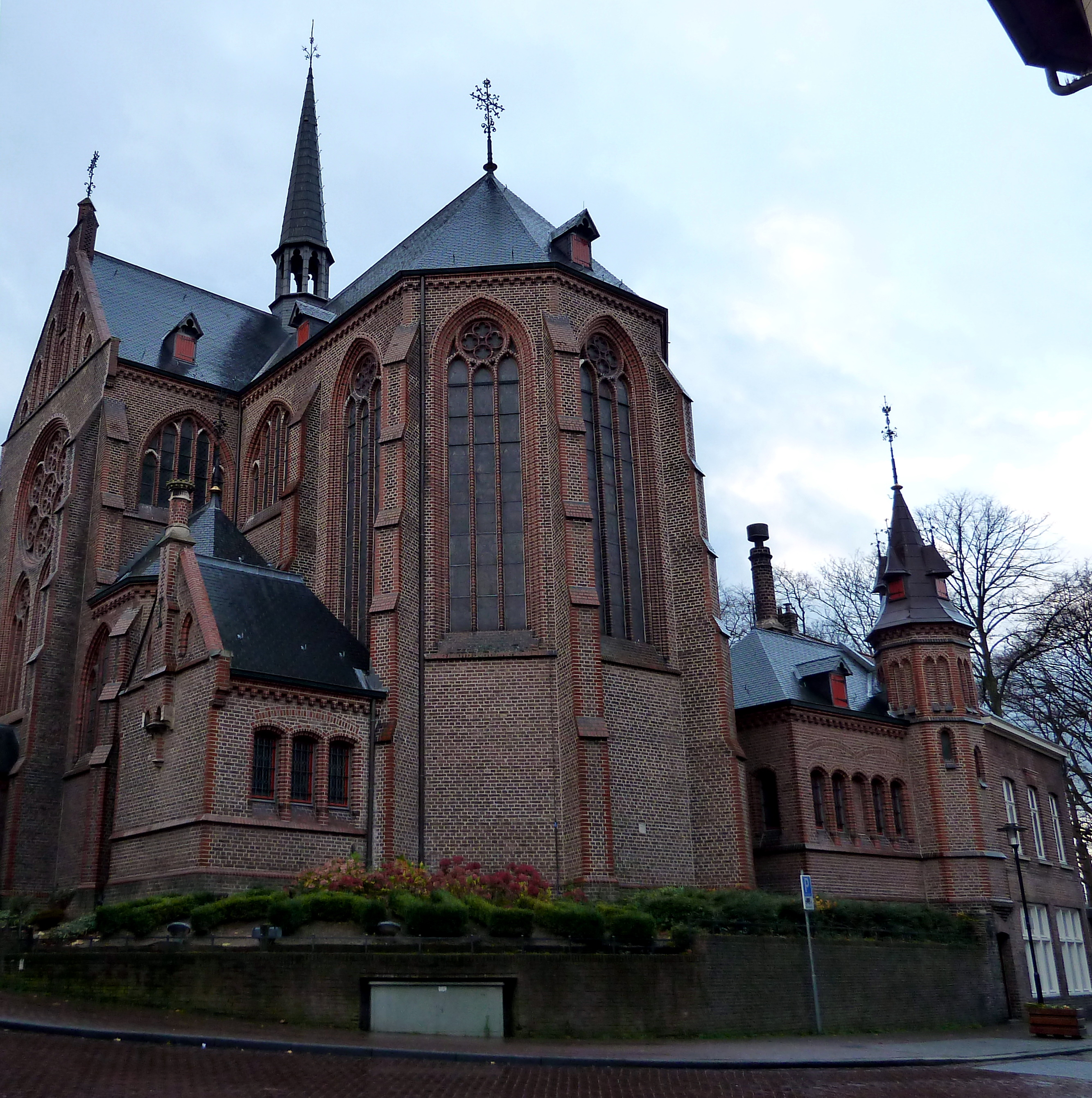
Apsiszijde en voormalige pastorie

### Interieur
Aan de binnenzijde zijn kruisribgewelven toegepast. De gewelfvlakken zijn wit gestuct, waarbij de bakstenen ribben in het zicht zijn gelaten. De gewelven rusten op ronde zuilen met colonnetten, die met bladkapitelen zijn versierd. De kerk bezit een schijntriforium.

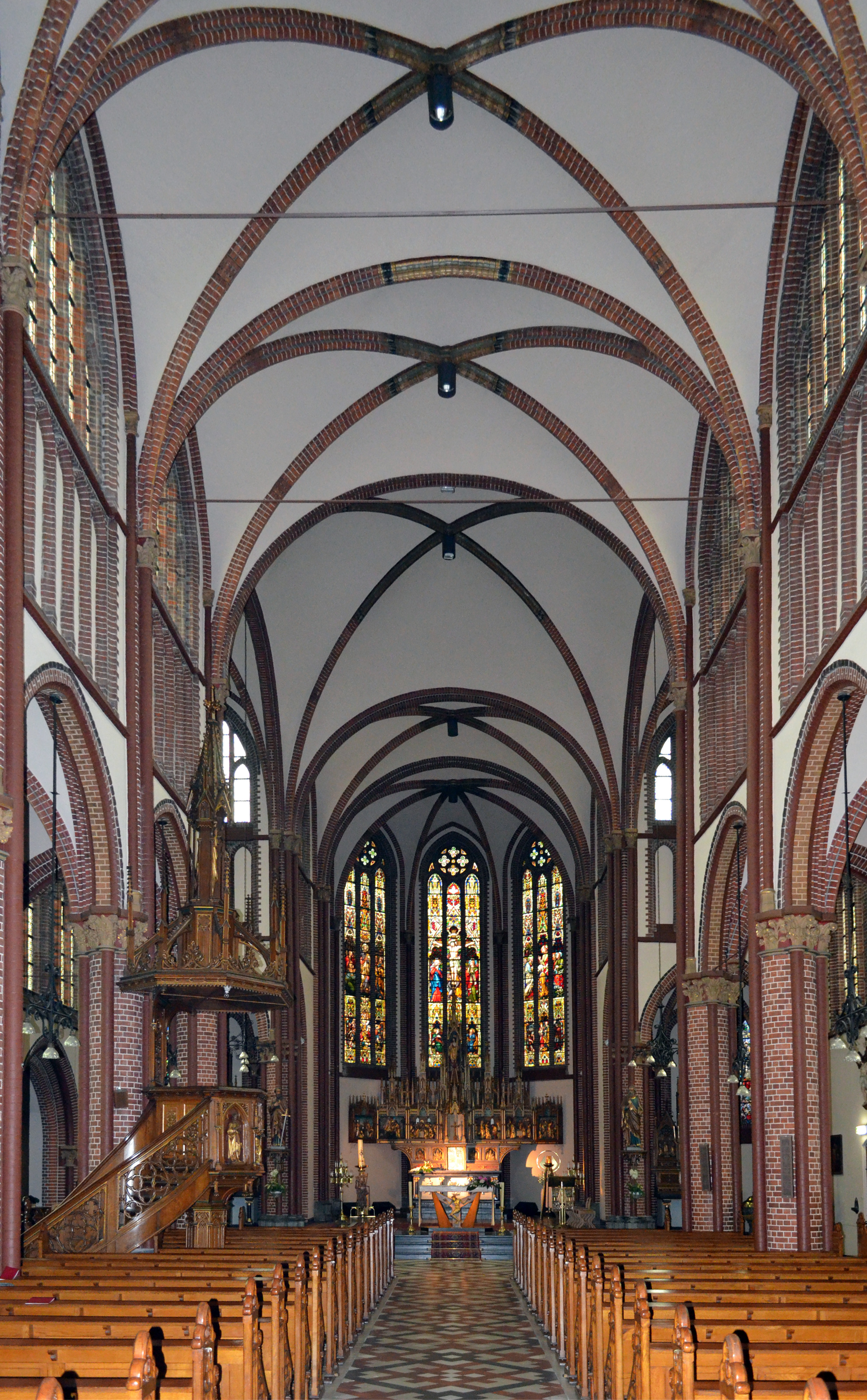
Zicht naar het koor
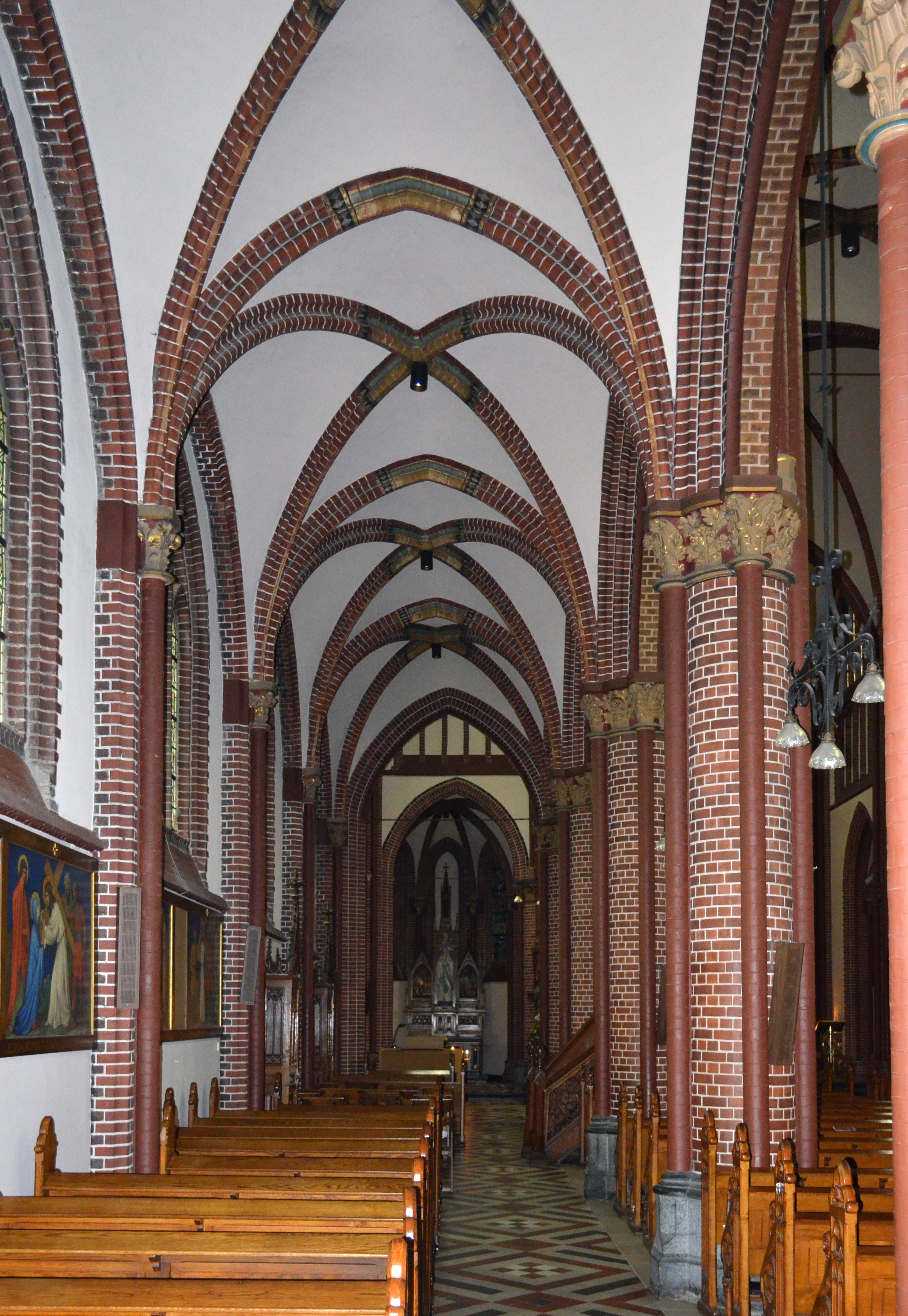
Linker zijbeuk
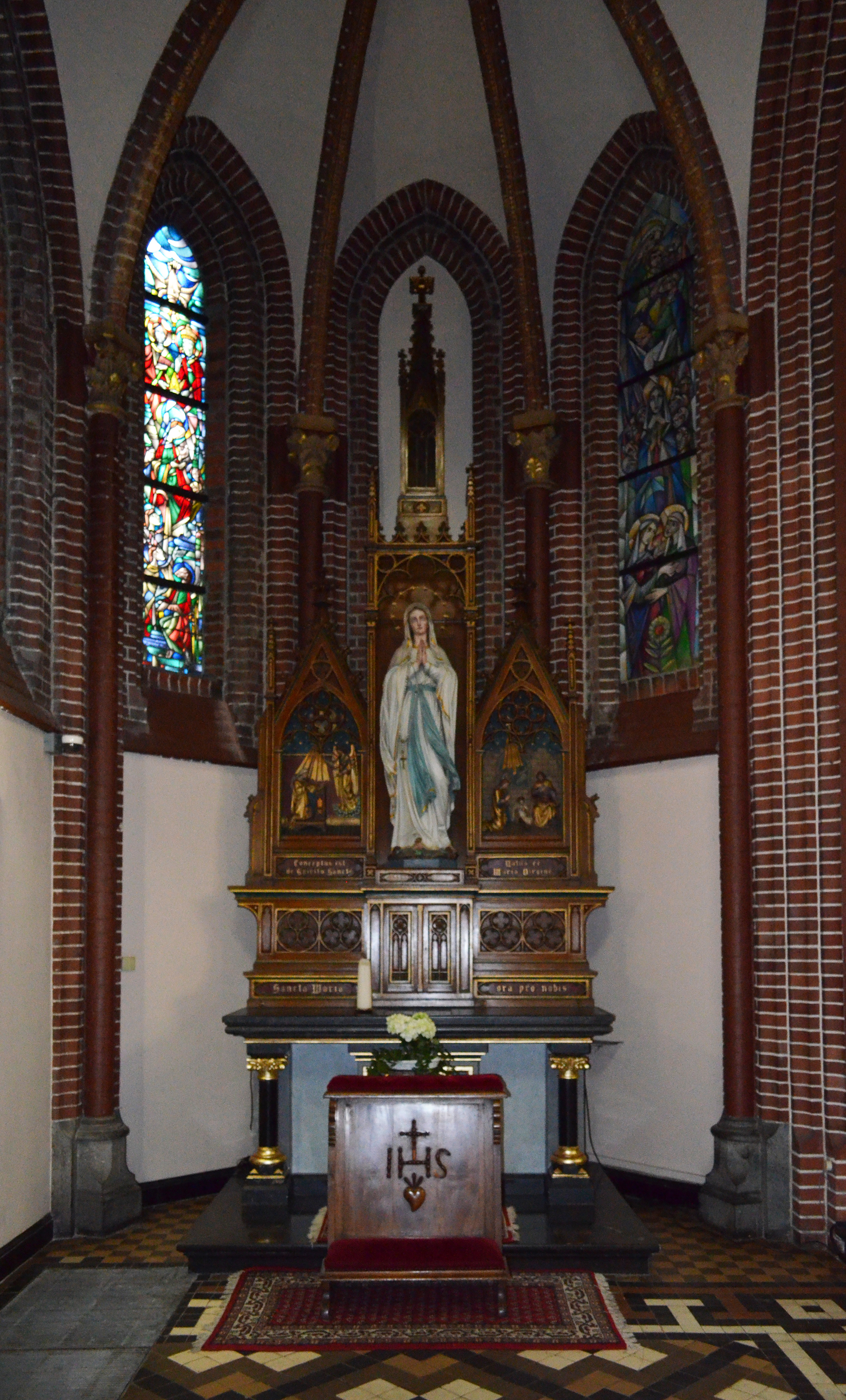
Mariakapel
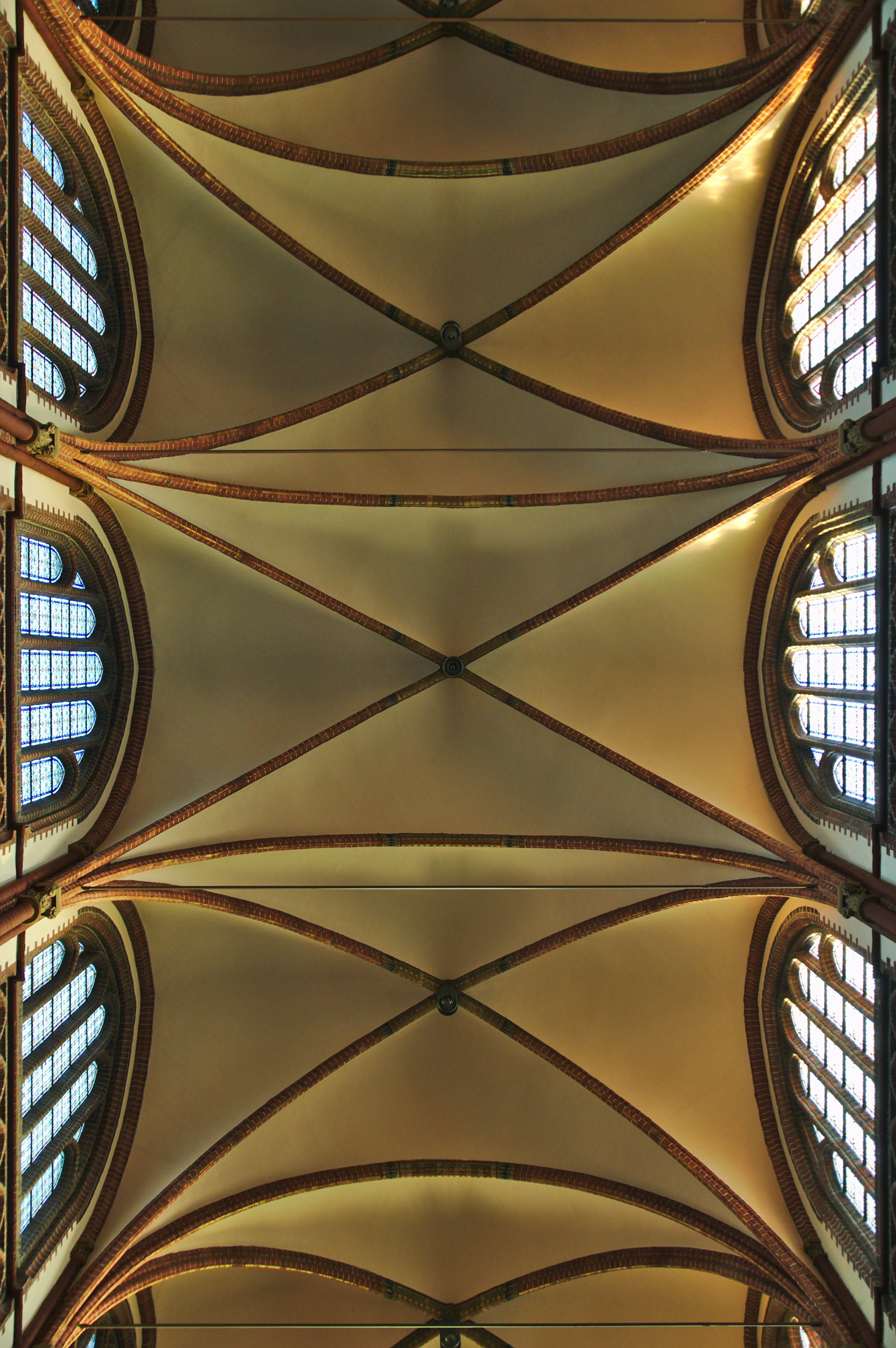
Kruisribgewelven

### Inrichting
De neogotische inrichting is nog grotendeels intact met onder andere de originele altaren, biechtstoel en preekstoel. Een rijk gebeeldhouwde communiebank doet thans dienst als kerkbank. De meeste gebrandschilderde ramen en heiligenbeelden dateren uit ca. 1900. In een zijbeuk staat een mechanisch smeedijzeren torenuurwerk uit 1792, afkomstig uit de oude parochiekerk.

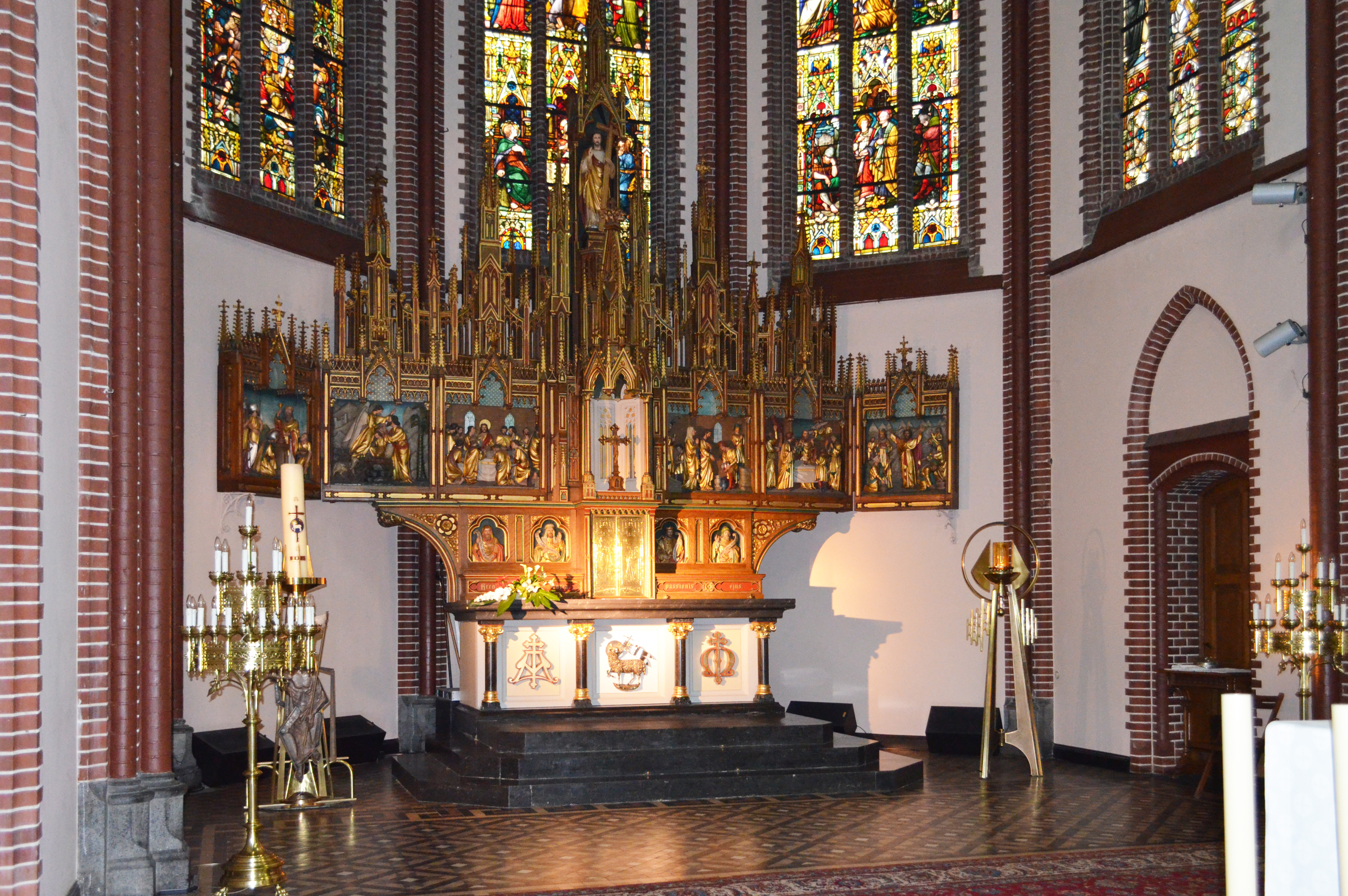
Hoofdaltaar
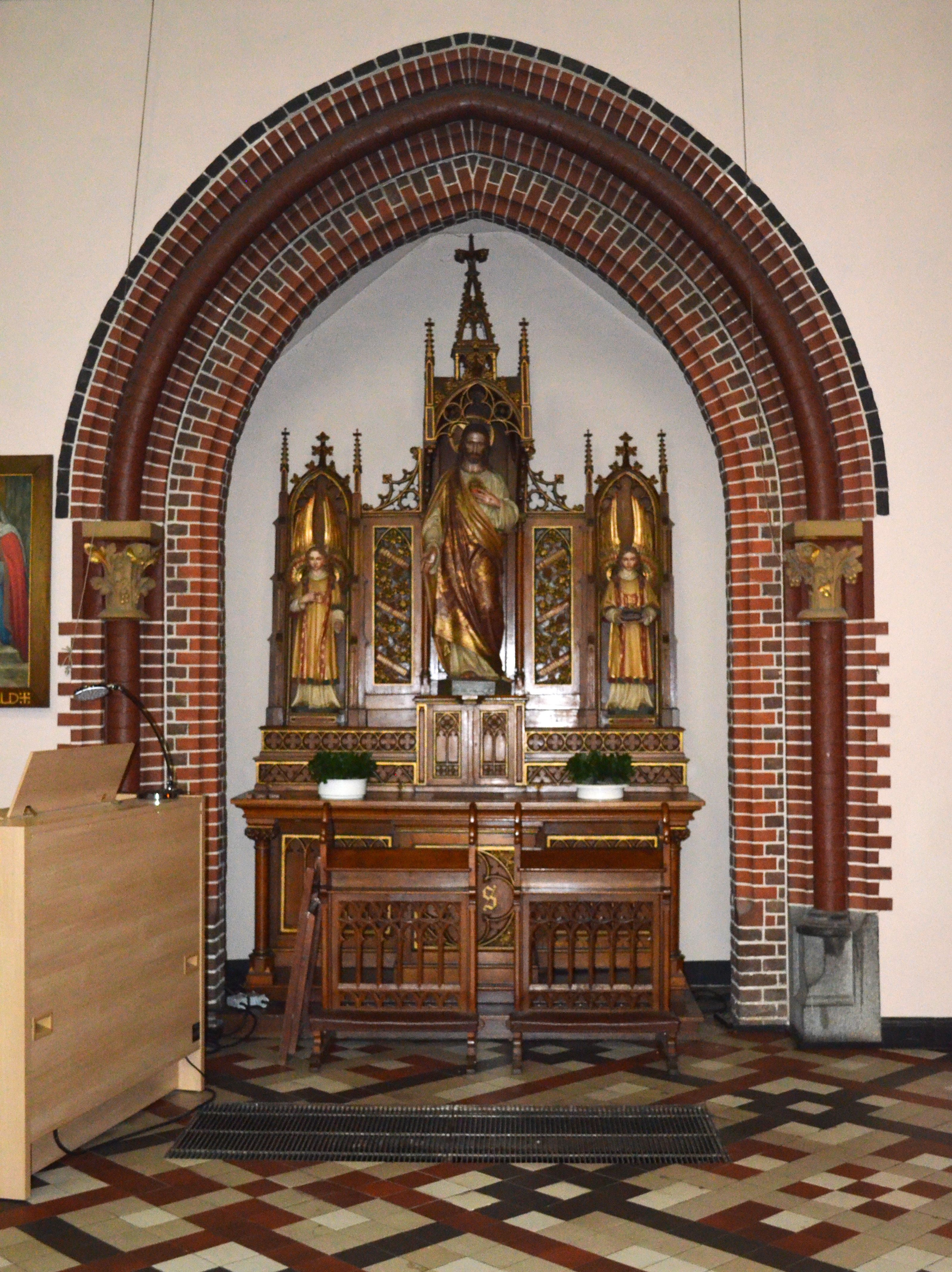
Heilig Hartaltaar
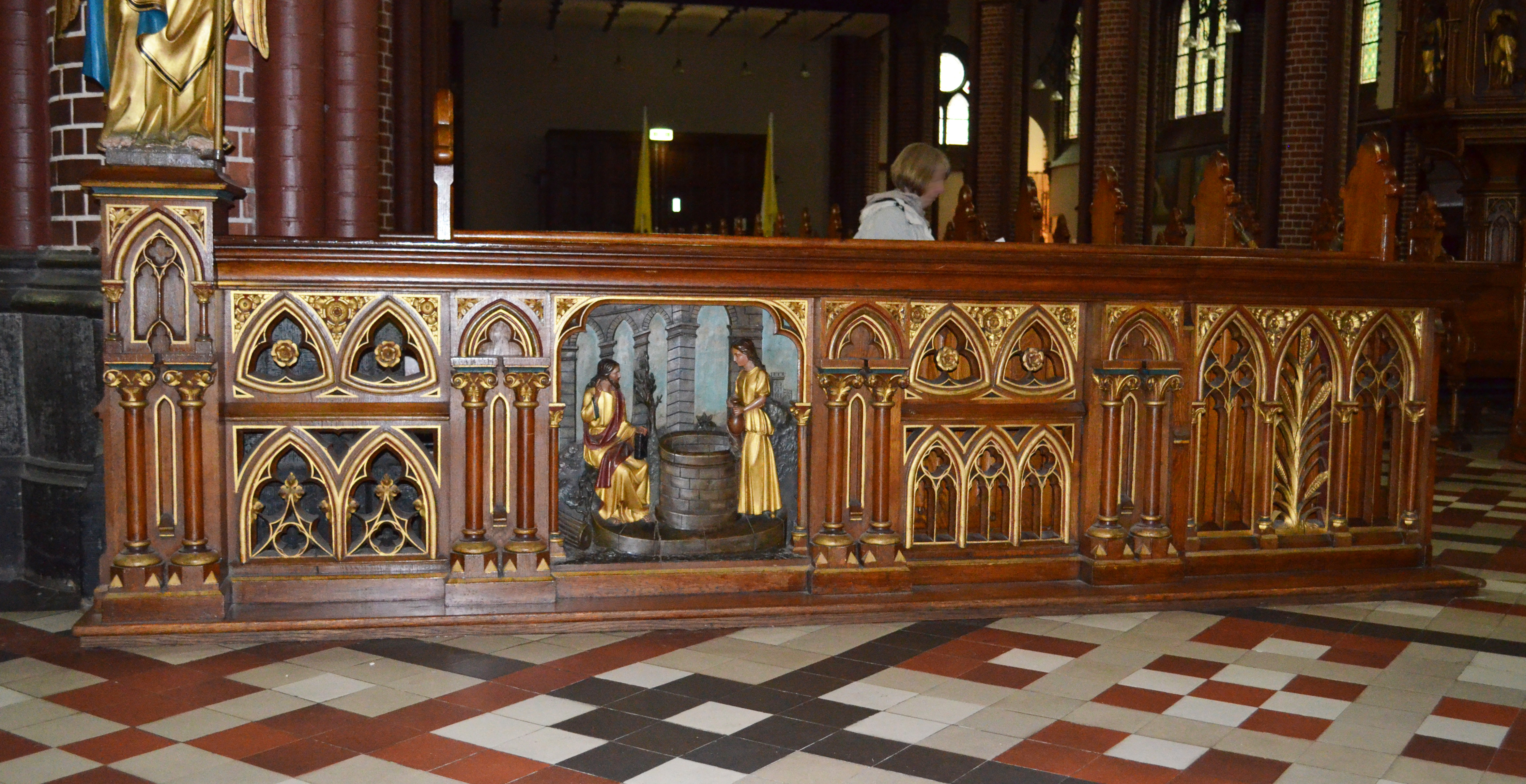
Houtsnijwerk kerkbank
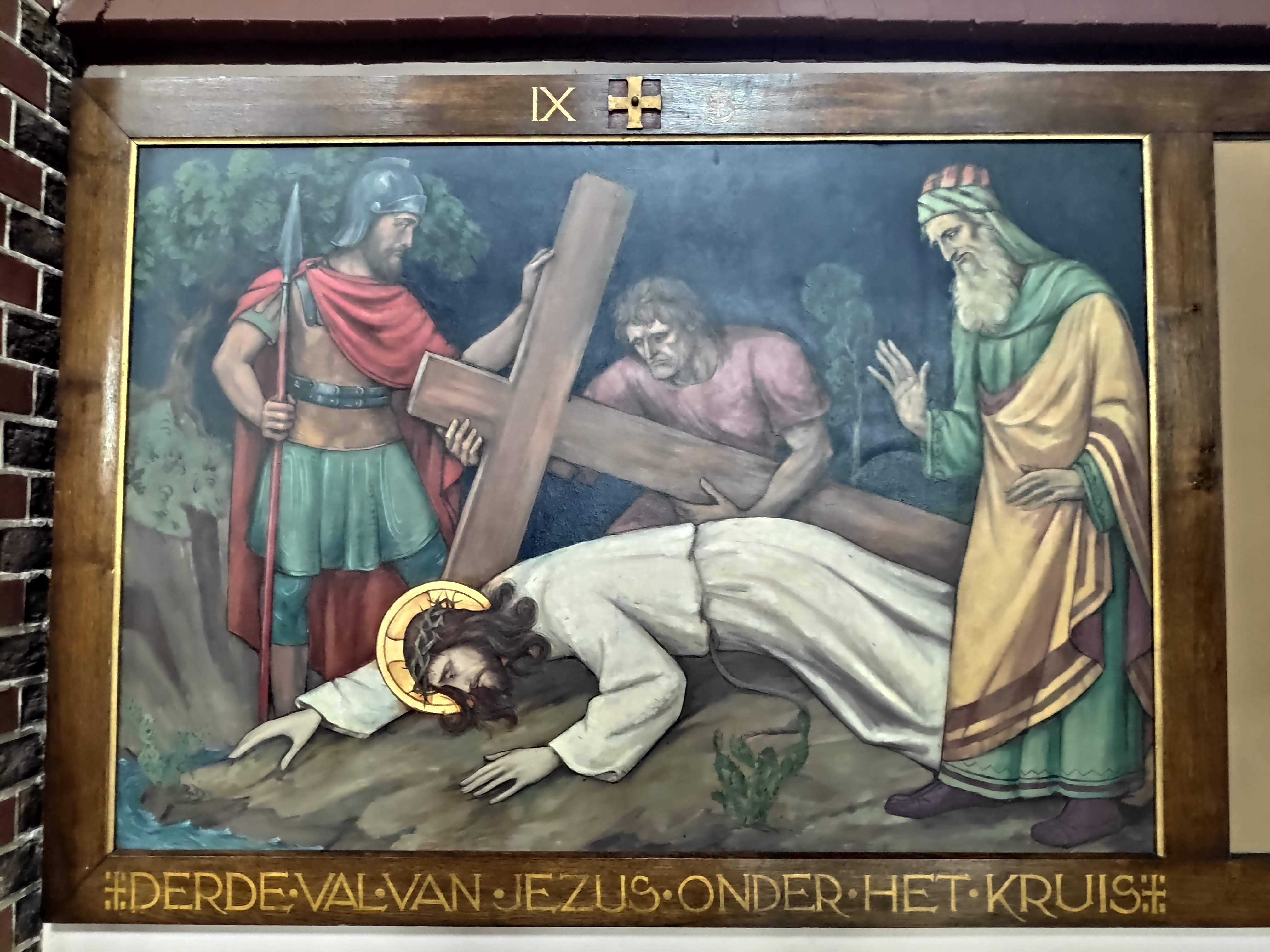
Kruiswegstatie nr. 9
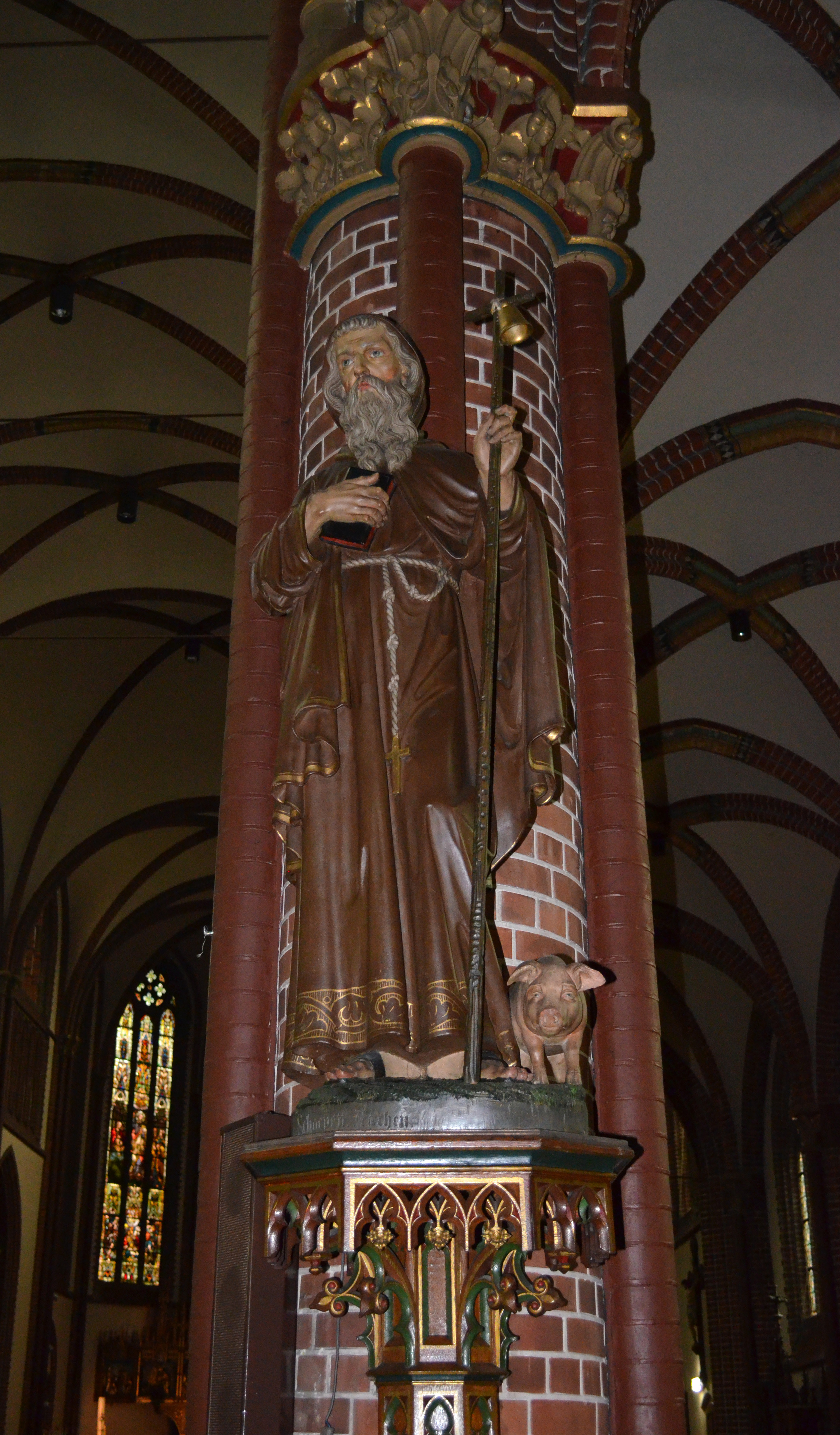
'Pilaarheilige' Antonius-abt
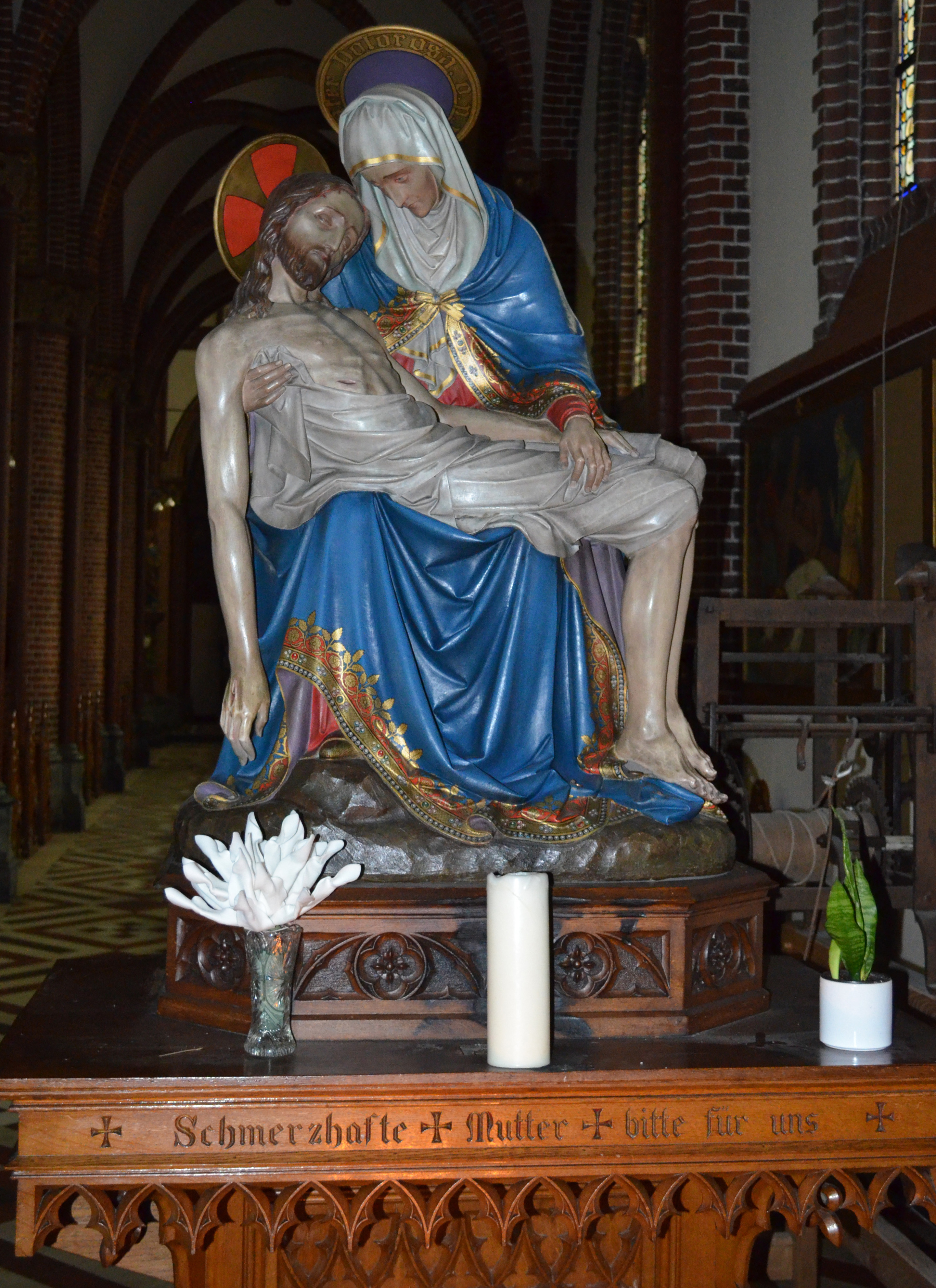
Piëta
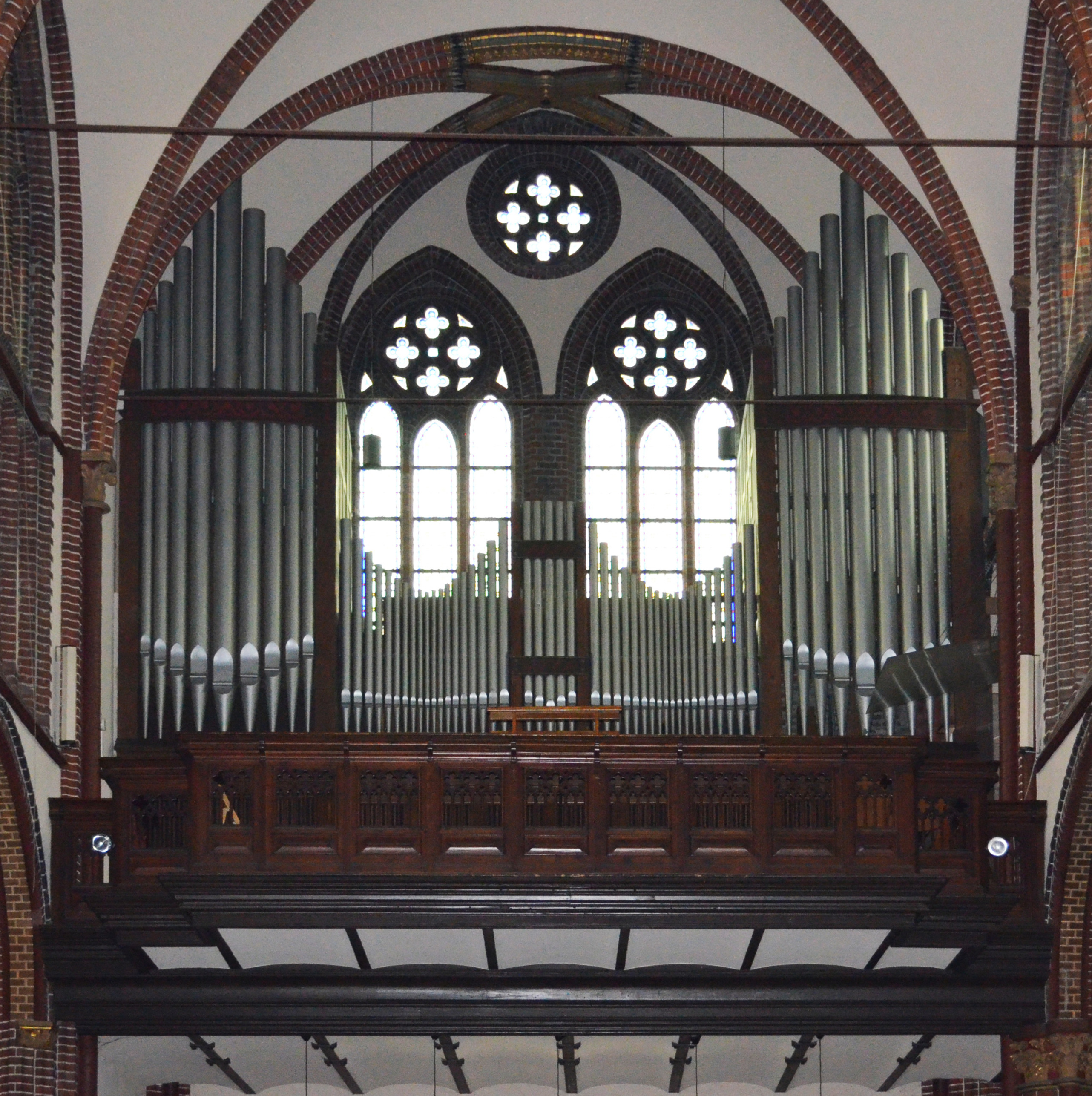
Orgel
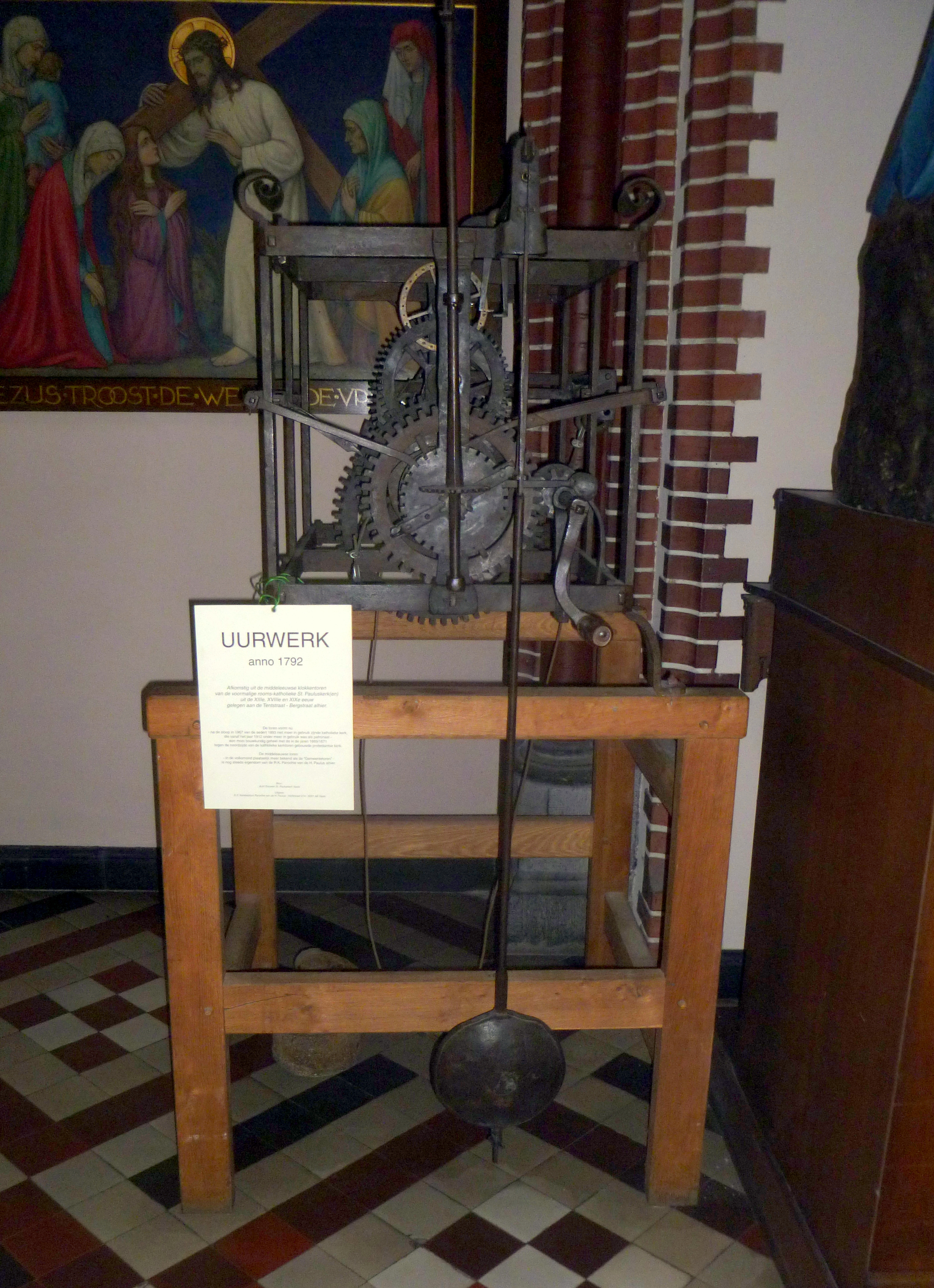
Oud torenuurwerk